# 1896 au Manitoba
Chronologie du Manitoba
- 1892
- 1893
- 1894
- 1895
- 1896
- 1897
- 1898
- 1899
- 1900

Cette page concerne des événements d'actualité qui se sont produits durant l'année 1896 dans la province canadienne du Manitoba.

## Politique
- Premier ministre : Thomas Greenway
- Chef de l'Opposition :
- Lieutenant-gouverneur : James Colebrooke Patterson
- Législature :

## Événements
- 11 janvier : à Ottawa, plusieurs ministres du gouvernement de Mackenzie Bowell démissionnent après son annonce de faire adopter une loi réparatrice recréant un système d'écoles séparées au Manitoba[1].
- 11 février : le projet de loi sur les écoles du Manitoba est déposé à la Chambre des communes. Il prévoit la création d'un conseil d'instruction des écoles séparées composée de personnes catholiques qui aura le pouvoir de les administrer. Ce projet a l'aval de tout le clergé québécois[1].
- 3 mars : à la Chambre des communes, le chef libéral Wilfrid Laurier dépose une motion proposant la création d'une commission d'enquête chargée de concilier les différents points de vue dans l'affaire des écoles du Manitoba. Il se prononce contre la loi réparatrice car il juge que le gouvernement légifère dans une question de juridiction provinciale[2].

- 14 avril : l'adoption du projet de loi sur les écoles du Manitoba est reportée à cause de l'obstruction de l'opposition[3].
- 19 novembre : le gouvernement fédéral rend public le Règlement Laurier-Greenway qu'il a conclu avec le gouvernement manitobain sur le problème des écoles du Manitoba. Les écoles séparées ne sont pas rétablies et seule subsistera l'école publique. Une demi-heure d'enseignement religieux par jour sera donnée. Dans les écoles contenant 40 enfants catholiques, les parents peuvent obtenir au moins un instituteur catholique[4].
- Décembre : la plupart des journaux québécois dénoncent le Règlement Laurier-Greenway[5].